# ティム・バックリィ
ティム・バックリィ（Tim Buckley、1947年2月14日 - 1975年6月29日）は、アメリカ合衆国のシンガーソングライター。フォーク歌手としてデビューした後、先進的な音楽に挑戦し続けるが、オーバードースにより早世。息子はジェフ・バックリィ。
「Q誌の選ぶ歴史上最も偉大な100人のシンガー」において第58位。

## 来歴
ワシントンD.C.生まれ。一家は、様々な場所を転々とした末、1956年にカリフォルニア州に移る。
1965年10月に結婚。この頃はバーやナイトクラブで歌っていたが、1966年2月5日にフランク・ザッパが率いるザ・マザーズ・オブ・インヴェンション（MOI）のドラマーのジミー・カール・ブラックと出会い、彼の紹介でMOIのマネージャーのハーブ・コーエンとマネージメント契約を結んだ。8月にはエレクトラ・レコードとの契約を得る。1966年10月に離婚。この時、妻が身ごもっていた子がジェフ・バックリィであった。
1966年12月、デビュー・アルバム『ティム・バックリィ』発表。同作にはヴァン・ダイク・パークス等が参加。1967年のセカンド・アルバム『グッバイ・アンド・ハロー』は、ビルボード誌アルバム・チャートへのチャート・インを果たし、収録曲「Morning Glory」はブラッド・スウェット・アンド・ティアーズのデビュー作『子供は人類の父である』（1968年）で取り上げられたほか、フェアポート・コンヴェンションとイアン・マシューズにカヴァーされた。1968年、TVシリーズ『ザ・モンキーズ』にゲスト出演。1969年発表のサード・アルバム『ハッピー・サッド』は、全米81位に達し、バックリィ最大のヒット作となった。
1970年、ザッパとコーエンが共同で経営していたストレイト・レコードに移籍。アルバム『グリーティングス・フロム L.A.』（1972年）では、大編成のバック・バンドを従えてファンク色を強める。同作発表後、ザッパとコーエンが新たに設立したディスクリート・レコードに移る。
アルバム『セフローニア』（1973年）では、コーエンとマネージメント契約を結んでデビューしたばかりだったトム・ウェイツの楽曲「マーサ」をカヴァー。生前最後のアルバムとなった『ルック・アット・ザ・フール』（1974年）発表後、コーエンとの契約を解消し、以後はライブを中心に活動。1975年3月には、当時8歳だった息子ジェフと会っている。
1975年6月29日、サンタモニカにて亡くなった。死因はヘロインのオーバードース。彼の主演が予定されていた映画『ウディ・ガスリー/わが心のふるさと』 (1976年）は、代役にデヴィッド・キャラダインを配し制作された。

## 没後
- 1978年の映画『帰郷』で、アルバム『グッバイ・アンド・ハロー』の収録曲「Once I Was」が使用された。
- 1983年、ディス・モータル・コイル[注釈 3]がシングル「This Mortal Coil」でアルバム『スターセイラー』の「ソング・トゥ・ザ・サイレン」をカバーし、アルバム『涙の終結 (It'll End in Tears)』(1984年）にも収録した。彼等はさらに1986年、アルバム『銀細工とシャドー (Filigree and Shadow)』で、『グッバイ・アンド・ハロー』の「Morning Glory」をカバーしている。
- 1990年以降、多くの未発表ライブ音源が発表された。
- 1992年4月、ブルックリンでバックリィのトリビュート・コンサートが行われる。デビュー前の息子ジェフがシークレット・ゲストとして登場して「I Never Wanted to be Your Mountain」「Once I Was」を歌った[7]。
- 2000年に結成されたイギリスのバンドのスターセイラーはバックリィからの影響を公言している。バンド名はアルバム『スターセイラー』に由来する[8]。
- 「ソング・トゥ・ザ・サイレン」は、ディス・モータル・コイル以外にも、ロバート・プラント（2002年）、シネイド・オコナー（2010年）、ブライアン・フェリー（2010年）などに取り上げられた。2006年には、オーストラリアの女優兼歌手ポーラ・アランデルの歌唱が映画『キャンディ』で使用された[9]。

## ディスコグラフィ

### スタジオ・アルバム
- 『ティム・バックリィ』 - Tim Buckley (1966年、Elektra)
- 『グッバイ・アンド・ハロー』 - Goodbye and Hello (1967年、Elektra)
- 『ハッピー・サッド』 - Happy Sad (1969年、Elektra)
- 『ブルー・アフタヌーン』 - Blue Afternoon (1969年、Straight)
- 『ロルカ』 - Lorca (1970年、Elektra)
- 『スターセイラー』 - Starsailor (1970年、Straight)
- 『グリーティングス・フロム L.A.』 - Greetings from L.A. (1972年、Straight|Elektra)
- 『セフローニア』 - Sefronia (1973年、Bizarre/DiscReet/Edsel/(Get Back)/Manifesto/Real Gone/Straight)
- 『ルック・アット・ザ・フール』 - Look at the Fool (1974年、Charter Line/DiscReet/Edsel/Enigma/Get Back/Manifesto/Real Gone/Warner Bros.)

### ライブ・アルバム
- 『ドリーム・レター』 - Dream Letter: Live in London 1968 (1990年、Enigma/Manifesto)
- 『BBCセッションズ』 - Peel Sessions (1991年、Dutch East India/Strange Fruit)
- 『ライヴ・アット・ザ・トルバドール 1969』 - Live at the Troubadour 1969 (1994年、Rhino/Manifesto)
- 『ハニーマン』 - Honeyman: Live 1973 (1995年、Edsel/Manifesto)
- Once I Was (1999年、Varese)
- Copenhagen Tapes (2000年、Pinnacle Licensed Repertoire)
- Live at the Folklore Center 1967 (2009年、Tompkins Square)
- Venice Mating Call (2017年、Edsel)
- Greetings From West Hollywood (2017年、Edsel)
- Bear's Sonic Journals: Merry-Go-Round at the Carousel (2021年、Owsley Stanley Foundation)

### コンピレーション・アルバム
- The Late Great Tim Buckley (1978年、WEA) ※オーストラリア限定
- The Best of Tim Buckley (1983年、Rhino)
- Morning Glory (1994年、Band of Joy)
- Works in Progress (1999年、Rhino Handmade)
- 『ザ・ドリーム・ビロング・トゥ・ミー (レア・アンド・アンリリースド 1968-1973)』 - The Dream Belongs to Me: Rare and Unreleased 1968–1973 (2001年、Manifesto)
- 『モーニング・グローリー : アンソロジー』 - Morning Glory: The Tim Buckley Anthology (2001年、Rhino)
- Starsailor: The Anthology (2011年、Music Club Deluxe/Rhino)
- Wings: The Complete Singles 1966–1974 (2016年、Omnivore Recordings)